# تئوری بی‌ئی‌تی
تئوری بی ای تی(به انگلیسی: BET theory) در جذب سطحی مواد جامد مطرح می‌شود. یکی از کاربردهای مهم این تئوری توضیح رفتار مولکول‌های گاز در پدیده جذب سطحی بر روی سطوح جامد است. همچنین از این روش برای محاسبه سطح ویژه مواد جاذب سطحی استفاده می‌شود. نام این تئوری از حرف اول نام سه دانشمند به نام‌های استیون برونار (به انگلیسی: Stephen Brunauer)، پاول هیوج ایمت (به انگلیسی: Paul Hugh Emmett) و ادوارد تلر (به انگلیسی: Edward Teller) که این تئوری را در سال ۱۹۳۸ ارائه کرده بودند، گرفته شده‌است.

## تعریف

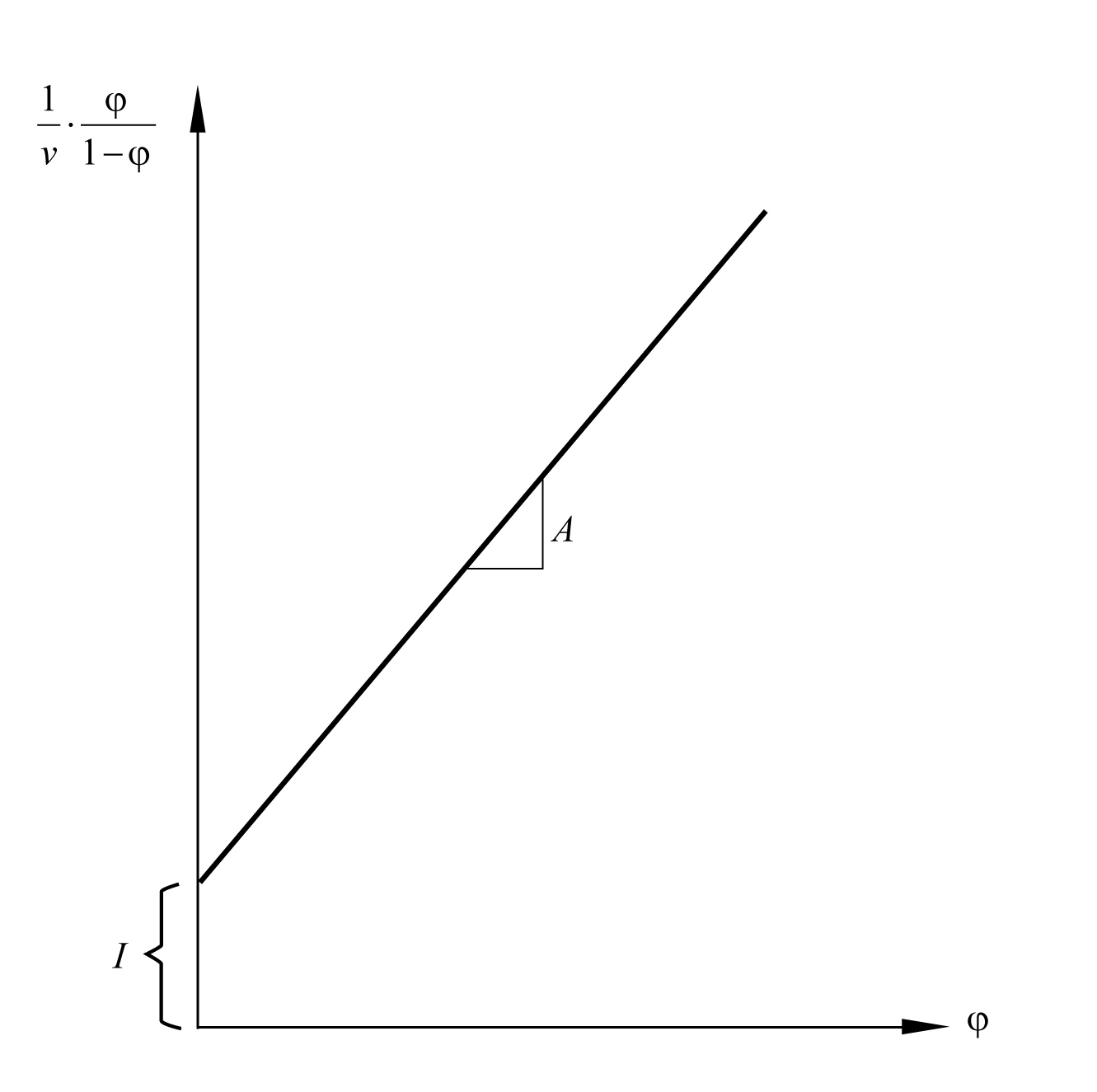
نمودار تئوری بی ای تی

این تئوری که شکل توسعه یافته تئوری لانگمویر است بر اساس فرضیات لانگمویر بنا شده‌اند که عبارت اند از:
1. سطح جسم جامد یک سطح همگن است، یعنی از یک نوع ماده تشکیل شده و تعداد مشخصی مکان برای جذب بر روی سطح وجود دارد.
2. هر مکان بیشتر از یک مولکول جذب نمی‌کند، در چنین شرایطی یک تک لایه از مولکول‌ها بر روی سطح جسم جامد جذب خواهد شد.
3. مولکول‌های گاز جذب شده در فاز بخار یک رفتار ایده‌آل دارند یعنی هیچ بر همکنشی بین مولکول‌های گاز باهم و با سطح جاذب وجود ندارد.
4. فرایند جذب همانند یک فرایند تعادل مشابه میعان شدن و دفع مولکول‌های گاز بر روی سطح جسم جامد در نظر گرفته می‌شود.

بر اساس این فرضیات:
در این رابطه {\displaystyle v_{m}c} حجم مورد نیاز از گاز برای تشکیل یک تک لایه،{\displaystyle v} حجم کل گاز جذب شده،{\displaystyle p} و {\displaystyle P_{0}} به ترتیب فشار مورد آزمایش و فشار اشباع می‌باشد. همچنین مقدار پارامتر {\displaystyle c} بر اساس رابطه زیر محاسبه می‌شود:
در این رابطه {\displaystyle E_{1}} آنتالپی جذب برای تشکیل تک لایه و {\displaystyle E_{L}} آنتالپی جذب برای ایجاد مایع بر روی سطح است.

## روش آنالیز BET
این روش برای اندازه‌گیری مساحت ویژه و چگالی نانو لوله‌ها استفاده می‌شود. اصول کار با این دستگاه براساس اندازه‌گیری میزان جذب گاز خنثی مانند نیتروژن در دمای ثابت در سطح نانو لوله‌ها می‌باشد.
چون اندازه‌گیری مساحت ویژه برای نانو آئروسل‌ها سخت و مشکل ساز است در حال حاضر روشBET جایگزین روش TEM شده‌است.
معمولاً ایزوترم لانگمویر بر اساس جذب تک لایه مولکول‌های گاز بر روی یک سطح جامد با فشار متوسط گاز در دمای ثابت بیان می‌گردد که θ کسر پوشش داده شده سطح جاذب، α مقدار ثابت وP فشار گاز است، θ به صورت زیر تعریف می‌گردد.
αP/1+ αP = θ
معمولاً در فرایند جذب سطحی، اتم‌ها یا مولکول‌های گاز بر روی یک سطح جامد جذب خواهند شد و مقدار گاز جذب شده بر روی سطح جامد به میزان سطح در معرض تماس، دما، فشار گاز و قدرت برهمکنش گاز و جامد بستگی دارد.
معمولاً در تکنیک BET، نیتروژن به دلیل ارزانی و در دسترس بودن با خلوص بالا و بر همکنش قوی با اکثر جامدات مورد استفاده قرار می‌گیرد.
همچنین به دلیل برهمکنش ضعیف بین گازها و فازهای جامد سطح جامد سرد می‌شود تا مقدار قابل توجهی نیتروژن بر روی سطح جامد جذب شود، مقدار ثابت و معلومی از گاز نیتروژن به صورت مرحله‌ای به سل نمونه وارد می‌گردد که این گاز نیتروژن دارای فشاری کمتر از اتمسفر می‌باشد که برای این کار باید خلأ نسبی برقرار گردد بعد از فشار اشباع و رسیدن به موقعیت اشباع که تمام جایگاه‌های فعال اشغال شده باشند جذب سطحی بیشتری اتفاق نمی‌افتد، در طول فرایند جذب سطحی آشکار سازهای ثبت‌کننده تغییرات فشار گاز را اندازه‌گیری خواهند کرد. بعد از اینکه لایه‌های جذب سطحی شده تشکیل شده‌اند نمونه از اتمسفر نیتروژن دور خواهد شد وبا گرما دادن فاز جامد گاز نیتروژن جذب سطحی شده از سطح آن دفع خواهد شد و اندازه‌گیری خواهد شد و سپس گاز نیتروژن جذب سطحی شده به صورت تابعی از فشار نسبی رسم خواهد شد.
نمودار تئوری بی ای تی
این تئوری که شکل توسعه یافته تئوری لانگمویر است بر اساس فرضیات لانگمویر بنا شده‌اند که عبارت اند از:
سطح جسم جامد یک سطح همگن است، یعنی از یک نوع ماده تشکیل شده و تعداد مشخصی مکان برای جذب بر روی سطح وجود دارد.
هر مکان بیشتر از یک مولکول جذب نمی‌کند، در چنین شرایطی یک تک لایه از مولکول‌ها بر روی سطح جسم جامد جذب خواهد شد.
مولکول‌های گاز جذب شده در فاز بخار یک رفتار ایده‌آل دارند یعنی هیچ بر همکنشی بین مولکول‌های گاز باهم و با سطح جاذب وجود ندارد.
فرایند جذب همانند یک فرایند تعادل مشابه میعان شدن و دفع مولکول‌های گاز بر روی سطح جسم جامد در نظر گرفته می‌شود.
بر اساس این فرضیات:
در این رابطه حجم مورد نیاز از گاز برای تشکیل یک تک لایه،v حجم کل گاز جذب شده، p و P0 به ترتیب فشار مورد آزمایش و فشار اشباع می‌باشد.
P = فشار جزئی گاز جذب شده در حالت تعادل در دمای ۴/۷۷k بر حسب پاسکال
P0 = فشار جزئی گاز جذب شده بر حسب پاسکال
حجم گاز جذب شده در شرایط استاندارد (T=273.15K, P=۱٫۰۱۳×۱۰۵) بر حسب میلی لیتر
C = مقداری ثابت که به آنتالپی جذب گاز جذب شده روی نمونه پودری بستگی دارد.
همچنین مقدار پارامتر c بر اساس رابطه زیر محاسبه می‌شود:
در این رابطه E1 آنتالپی جذب برای تشکیل تک لایه و EL آنتالپی جذب برای ایجاد مایع بر روی سطح است.
رابطهBET در بازه ۰٫۰۵ برای بدست آوردن حجم گاز نیتروژن که به صورت تک مولکولی در شرایط استاندارد جذب سطحی شده‌است از معادله زیر استفاده می‌شود:
I=عرض از مبدأ نمودار BET
A=شیب نمودار BET
Vm بدست آمده از رابطه بالا را روش چند نقطه‌ای (Multi Point BET) می‌نامند.
می‌توان طبق معادله زیر به شیوه‌ای ساده‌تر که روش تک نقطه‌ای(Single Point BET) نامیده می‌شود Vm را بدست آورد اما دقت کمی کاهش می‌یابد.
اگر فشار نسبی ۳/. باشد، نتیجه بدست آمده از روش تک نقطه‌ای و روش چند نقطه‌ای تطابق خوبی خواهند داشت. سطح ویژه ماده(SBET) توسط معادله زیر تعریف می‌شود:
N=عدد آووگادرو
a=سطح مقطع مؤثر یک مولکول جذب شده بر حسب میلی‌متر مربع
m=جرم نمونه تست شده بر حسب گرم
۲۲۴۰۰= حجم اشغال شده توسط ۱ مول گاز جذب شده در حالت استاندارد بر حسب میلی لیتر مقدار a برای گازهای مختلف در جدول زیر آمده است:
-----------------------------------------------------------------------------------